# Terminología embriológica
La Terminología embriológica (TE) es una lista estandarizada de términos utilizados en la descripción del sistema embriológico humano y sus estructuras fetales. Está supervisada por el Comité Internacional Federativo de Terminología Anatómica de la Federación Internacional de Asociaciones de Anatomistas (IFAA) y difundido en Internet desde 2010. Ha sido aprobado por la Asamblea General del IFAA durante el decimoséptimo Congreso Internacional de Anatomía en Ciudad del Cabo (agosto de 2009).
Es análoga a la Terminología Anatómica (TA), que normaliza la terminología de la anatomía humana adulta. Su antecesora fue la Nomina Embryologica, que era una parte de la Nomina Anatómica. No se incluyó en la versión original de la TA.

## Códigos
- e1.0: Términos generales
- e2.0: Ontogenia
- e3.0: Embriogénesis
- e4.0: Histología general
- e5.0: Huesos; sistema esquelético
- e5.1: Articulaciones
- e5.2: Músculos; sistema Muscular
- e5.3: Cara
- e5.4: Aparato digestivo
- e5.5: Aparato respiratorio
- e5.6: Sistema urinario humano
- e5.7: Aparato genital
- e5.8: Celoma
- e5.9: Tejido mesenquimal; Mesenterio
- e5.10: glándulas Endocrinas
- e5.11: Aparato circulatorio
- e5.12: Sistema linfático
- e5.13: Sistema nervioso
- e5.14: Sistema nervioso central
- e5.15: Sistema nervioso periférico
- e5.16: Sentidos
- e5.17: El integumento
- e6.0: Extraembryonic y membranas fetales
- e7.0: Embriogénesis (-> 13 st)
- e7.0: Embriogénesis (14 st ->)
- e7.1: Fetogenesis
- e7.2: Características de bebés maduros
- e8.0: Trastorno dismórfico corporal